# William Francis Ganong
Pour les articles homonymes, voir Ganong.
William Francis Ganong, né le 19 février 1864 à Carleton au Nouveau-Brunswick et mort le 7 septembre 1941 à Saint-Jean, est un botaniste, historien et cartographe canadien. Il passa la plus grande partie de sa carrière aux États-Unis, mais contribua de façon significative à la recherche historique et géographique au Nouveau-Brunswick.

## Biographie
Ganong consacre sa vie à des études sur le Nouveau-Brunswick, qu'il aime passionnément. Après des études à l'Université du Nouveau-Brunswick (B.A. en 1884 et M.A. en 1886), à Harvard (B.A. en 1887) et à Munich (Ph.D. en 1894), il enseigne la botanique au Smith College, à Northampton (Massachusetts), jusqu'à sa nomination comme professeur émérite au moment de sa retraite en 1932. Il passe ses étés à explorer le Nouveau-Brunswick en canot, à cartographier les cours d'eau de la province et à rédiger l'histoire des Micmacs et des Malécites, dont il apprend la langue. Il publie plus de 150 articles et ouvrages, et s'emploie à ranimer le Musée du Nouveau-Brunswick à Saint-Jean, auquel il fait don de ses écrits. Il est nommé membre à vie de la Natural History Society of New Brunswick (1915), reçoit la médaille Tyrrell de la Société royale du Canada (1931) et deux doctorats de l'Université du Nouveau-Brunswick, l'un en 1898, et l'autre en droit en 1920. De 1918 à 1939, il dirige activement l'entreprise familiale de confiserie Ganong Bros Ltd., fondée par son père James H. Ganong et son oncle Gilbert White Ganong.

## Source
- Margaret E. McCallum, « William Francis Ganong » sur L'Encyclopédie canadienne en ligne